# Палаво око
„Палаво око“ е дебютният албум на българската попфолк певица Весела. Записан е през 1999 г. В албума са включени 12 песни.

## Списък с песните
1. Палаво око
2. Колело
3. Иде влакът
4. Клетница
5. Приятелю, любими
6. Бяло лице, черни очи
7. Уво-уволнение
8. Не прощавам
9. С име на светец
10. Тук е Раят
11. За любов голяма
12. Надежда

## Видеоклипове
| Видеоклип       | Премиера | Албум      | Режисьор        |
| --------------- | -------- | ---------- | --------------- |
| Уво-уволнение   | 1999     | Палаво око |                 |
| Палаво око      | 1999     | Палаво око | Николай Скерлев |
| Колело          | 2000     | Палаво око |                 |
| С име на светец | 2000     | Палаво око | Петьо Картулев  |
| Надежда         | 2000     | Палаво око | Петьо Картулев  |
| Приятелю любими | 2000     | Палаво око | Петьо Картулев  |

## ТВ Версии
| Видеоклип            | Албум      | Програма                                                           |
| -------------------- | ---------- | ------------------------------------------------------------------ |
| Палаво око           | Палаво око | Промоция „Екстра жена“                                             |
| Бяло лице, черни очи | Палаво око | Промоция „Среща с Казанова“, Новогодишна програма на „Пайнер“ 1999 |
| С име на светец      | Палаво око | Новогодишна програма на „Пайнер“ 1999                              |

## Музикални изяви

### Участия в концерти
- „Тракия фолк“ 1999 – изп. „Тук е рая“
- 10 години „Пайнер“ – изп. „Палаво око“ и „Колело“
- Концерт-промоция „Ние българите“ – изп. „Бяло лице, черни очи“ и „Веселино моме“
- „Тракия фолк“ 2000 – изп. „Палаво око“
- Коледен концерт на „Пайнер“ – изп. „Палаво око“ и „Бяло лице, черни очи“